# Culver (Indiana)
Culver es un pueblo ubicado en el condado de Marshall en el estado estadounidense de Indiana. En el Censo de 2010 tenía una población de 1353 habitantes y una densidad poblacional de 581,09 personas por km².

## Geografía
Culver se encuentra ubicado en las coordenadas 41°13′1″N 86°25′23″O / 41.21694, -86.42306. Según la Oficina del Censo de los Estados Unidos, Culver tiene una superficie total de 2.33 km², de la cual 2.33 km² corresponden a tierra firme y (0%) 0 km² es agua.

## Demografía
Según el censo de 2010, había 1353 personas residiendo en Culver. La densidad de población era de 581,09 hab./km². De los 1353 habitantes, Culver estaba compuesto por el 95.79% blancos, el 1.18% eran afroamericanos, el 0% eran amerindios, el 0.37% eran asiáticos, el 0% eran isleños del Pacífico, el 0.89% eran de otras razas y el 1.77% pertenecían a dos o más razas. Del total de la población el 2.37% eran hispanos o latinos de cualquier raza.